# UEFA Fair Play
Clasamentul UEFA Fair Play este utilizat de UEFA începând cu anul 1995 pentru a oferi trei locuri suplimentare în primul tur preliminar al UEFA Europa League.

## Sistemul actual de calificare al cluburilor
Cele bine clasate trei asociații naționale plasate în clasamentul UEFA Respect Fair Play vor primi fiecare automat câte un loc în plus pentru primul tur preliminar al UEFA Europa League, cu condiția că acestea au depășit pragul de meciuri jucate, și au un punctaj minim de 8,0. Acest loc este apoi alocat celei mai bine clasate echipe din propriul clasament Fair Play al asociației respective, care însă nu s-a calificat nici în Liga Campionilor, nici în Europa League.

### Sistemul vechi de calificare al cluburilor
Cele mai bine clasate echipe în clasamentele naționale Fair Play care nu participă nici în Liga Campionilor, nici în Cupa UEFA, sunt potențiali candidați pentru cele trei locuri rămase. Clubul din asociația care a câștigat clasamentul Fair Play se califică automat pentru primul tur preliminar al Cupei UEFA. Celelalte două echipe se trag la sorți din cluburile asociațiilor care au atins pragul de jocuri minime și a avut un scor de cel puțin 8.

## Clasarea
Toate echipele reprezentative ale unei asociații de fotbal sunt responsabile de scorul acestei asociații în clasamentul Fair Play. Aceasta include meciurile tuturor echipelor naționale și toturor cluburilor din toate competițiile UEFA. Clasamentul este alcătuit de la 1 mai până la 30 aprilie a anului următor. Criteriul de clasare este Fair Play.

### Criteriile
Echipele sunt evaluate în baza următoarelor criterii:
- Cartonașe galbene și roșii: Dacă nu a primit cartonașe, scorul va fi de 10. Fiecare cartonaș galben va deduce acest total cu 1 punct. Un cartonaș roșu va costa echipa 3 puncte în clasament. Dacă cartonașul roșu este rezultatul unui al doilea cartonaș galben primit penalizarea celui de-al doilea cartonaș galben va fi ignorată. Dar dacă un jucător primește un cartonaș roșu direct, după ce a primit un cartonaș galben mai devreme, cartonașul galben va fi luat în considerație. Acest scor ar putea deveni negativ
- Joc pozitiv: de ex. tactici ofensive, accelerare de joc, eforturile de a câștiga timp, și încercările continui de a marca goluri. O echipă poate obține un maximum de 10 de puncte și un minim de 1 punct
- Respectul față de adversar: de ex. returnarea mingii adversarului printr-o aruncare de la margine, ajutarea unui adversar rănit: maxim 5 puncte, minim 1 punct
- Respectul față de arbitru: maximum 5 puncte, minim 1 punct
- Comportamentul oficialilor echipei: maximum 5 puncte, minim 1 punct
- Comportamentul fanilor: maxim 5 puncte, minim 1 punct

NB: acest criteriu este ignorat atunci când numărul de fani este neglijabil de ex. în cazul în care nu sunt fani din cauza pedepsei care a fost dată de UEFA
Numărul total de puncte va fi împărțit la numărul maxim posibil de puncte, 40 (sau 35 dacă se neglijează fanii), și înmulțit cu 10, rezultat care va avea o valoare între 0 și 10. Scorul este calculat cu două zecimale, și nu este rotunjit.

## Câștigătorii UEFA Fair Play
| Ani  | Asociația câștigătoare | Echipa nominalizată | Extrase   | Extrase             | Extrase    | Extrase             | Note              |
| Ani  | Asociația câștigătoare | Echipa nominalizată | Asociația | Echipa nominalizată | Asociația  | Echipa nominalizată | Note              |
| ---- | ---------------------- | ------------------- | --------- | ------------------- | ---------- | ------------------- | ----------------- |
| 1995 | Norvegia               | Viking              | Anglia    | Leeds United        | Luxembourg | Avenir Beggen       | [ 1 ]             |
| 1996 | Suedia                 | Malmö               | Rusia     | ȚSKA Moscova        | Finlanda   | Jazz Pori           | [ 1 ]             |
| 1997 | Norvegia               | Brann               | Anglia    | Aston Villa         | Suedia     | Örebro              | [ 1 ]             |
| 1998 | Anglia                 | Aston Villa         | Finlanda  | FinnPa              | Norvegia   | Molde               | [ 1 ]             |
| 1999 | Scoția                 | Kilmarnock          | Norvegia  | Bodø/Glimt          | Estonia    | JK Viljandi Tulevik | [ 1 ]             |
| 2000 | Suedia                 | Norrköping          | Belgia    | Lierse              | Spania     | Rayo Vallecano      | [ 1 ]             |
| 2001 | Belarus                | Shakhtyor           | Finlanda  | MYPA                | Slovacia   | Matador Púchov      | [ 1 ]             |
| 2002 | Norvegia               | SK Brann            | Anglia    | Ipswich Town        | Cehia      | Sigma Olomouc       | [ 2 ]             |
| 2003 | Anglia                 | Manchester City     | Franța    | Lens                | Danemarca  | Esbjerg             | [ 3 ]             |
| 2004 | Suedia                 | Öster               | Armenia   | Mika                | Ucraina    | Illiciveț Mariupol  | [ 4 ] [ 5 ] [ 6 ] |
| 2005 | Norvegia               | Viking              | Germania  | Mainz 05            | Danemarca  | Esbjerg             | [ 7 ]             |
| 2006 | Suedia                 | Gefle               | Belgia    | Roeselare           | Norvegia   | Brann               | [ 8 ]             |
| 2007 | Suedia                 | Häcken              | Finlanda  | MYPA                | Norvegia   | Lillestrøm          | [ 9 ] [ 10 ]      |
| 2008 | Anglia                 | Manchester City     | Germania  | Hertha Berlin       | Danemarca  | Nordsjælland        | [ 12 ] [ 13 ]     |

| Anul | Prima asociație | Echipa nominalizată | A doua asociație | Echipa nominalizată | A treia asociație   | Echipa nominalizată | Note          |
| ---- | --------------- | ------------------- | ---------------- | ------------------- | ------------------- | ------------------- | ------------- |
| 2009 | Norvegia        | Rosenborg           | Danemarca        | Randers             | Scoția              | Motherwell          | [ 14 ]        |
| 2010 | Suedia          | Gefle               | Danemarca        | Randers             | Finlanda            | MYPA                | [ 15 ]        |
| 2011 | Norvegia        | Aalesund            | Anglia           | Fulham              | Suedia              | Häcken              | [ 16 ] [ 17 ] |
| 2012 | Norvegia        | Stabæk              | Finlanda         | MYPA                | Olanda              | Twente              | [ 18 ]        |
| 2013 | Suedia          | Gefle               | Norvegia         | Tromsø              | Finlanda            | Mariehamn           | [ 19 ]        |
| 2014 | Norvegia        | Tromsø              | Suedia           | Brommapojkarna      | Finlanda            | MYPA                | [ 20 ]        |
| 2015 | Olanda          | Go Ahead Eagles     | Anglia           | West Ham United     | Republic of Ireland | UCD                 | [ 21 ]        |

Note: 
- Echipele a căror performanță e cea mai bună într-un anumit an, în comparație cu celelalte două candidate la Fair Play, fie prin avansarea mai mult sau câștiga mai multe puncte, sunt afișate  înclinat

^a) Atât Randers cât și MYPA au ajuns în a 3-a rundă de calificare, cu toate acestea MYPA a avut mai multe victorii în turneu.

## Cele mai multe câștiguri
| Loc | Asociație      | 1° | 2° | 3° |
| --- | -------------- | -- | -- | -- |
| 1   | Norway         | 8  | 2  | 3  |
| 2   | Sweden         | 7  | 1  | 2  |
| 3   | England        | 3  | 5  | 0  |
| 4   | Netherlands    | 1  | 0  | 1  |
| 4   | Scotland       | 1  | 0  | 1  |
| 6   | Belarus        | 1  | 0  | 0  |
| 7   | Finland        | 0  | 4  | 4  |
| 8   | Denmark        | 0  | 2  | 3  |
| 9   | Belgium        | 0  | 2  | 0  |
| 9   | Germania       | 0  | 2  | 0  |
| 11  | Armenia        | 0  | 1  | 0  |
| 11  | France         | 0  | 1  | 0  |
| 11  | Russia         | 0  | 1  | 0  |
| 14  | Czech Republic | 0  | 0  | 1  |
| 14  | Estonia        | 0  | 0  | 1  |
| 14  | Luxembourg     | 0  | 0  | 1  |
| 14  | Irlanda        | 0  | 0  | 1  |
| 14  | Slovakia       | 0  | 0  | 1  |
| 14  | Spain          | 0  | 0  | 1  |
| 14  | Ucraina        | 0  | 0  | 1  |

| Loc | Echipa          | 1° | 2° | 3° |
| --- | --------------- | -- | -- | -- |
| 1   | Gefle           | 3  | 0  | 0  |
| 2   | Brann           | 2  | 0  | 1  |
| 3   | Manchester City | 2  | 0  | 0  |
| 3   | Viking          | 2  | 0  | 0  |
| 5   | Tromsø          | 1  | 1  | 0  |
| 6   | Aston Villa     | 1  | 1  | 0  |
| 7   | Häcken          | 1  | 0  | 1  |
| 7   | Malmö           | 1  | 0  | 0  |
| 7   | Kilmarnock      | 1  | 0  | 0  |
| 7   | Norrköping      | 1  | 0  | 0  |
| 7   | Shakhtyor       | 1  | 0  | 0  |
| 7   | Öster           | 1  | 0  | 0  |
| 7   | Rosenborg       | 1  | 0  | 0  |
| 7   | Aalesund        | 1  | 0  | 0  |
| 7   | Stabæk          | 1  | 0  | 0  |
| 7   | Brommapojkarna  | 1  | 0  | 0  |
| 17  | MYPA            | 0  | 3  | 2  |
| 18  | Randers         | 0  | 2  | 0  |